# Urraque de Zamora
Urraque de Zamora, née en avril 1033 et morte en 1101, est une infante léonaise, fille aînée des cinq enfants que Ferdinand Ier de León, dit « Le Grand », eut avec la reine Sancha. Urraque recut la ville de Zamora en héritage. Son histoire fut romancée dans la chanson de geste Le Poème du Cid (Cantar de Mio Cid), et dans l'ouvrage romantique anglais La Chronique du Cid, de Robert Southey.

## Biographie

### L'héritage de Ferdinand de León
Le roi Ferdinand divisa son royaume, avant sa mort, entre ses cinq enfants : Sanche (Sanche II de Castille), l'aîné des fils, reçut la Castille ; le second fils, Alphonse (Alphonse VI de León, reçut le royaume principal, le León - et Garcia, le troisième fils, reçut la Galice. Les filles, elles, reçurent pour l'aînée, Urraque, la ville de Zamora et pour la seconde, Elvire, la seigneurie sur la ville de Toro.
Malgré cette répartition, Sanche entra en guerre contre ses frères et sœurs afin de réunir et régner sur tout le royaume de son père. En 1072, Sanche avait réussi à renverser son plus jeune frère, Garcia, et avait forcé son second frère Alphonse à s'enfuir dans le taïfa de Tolède, ville mauresque et vassale. Toro, la ville de sa sœur Elvire, tomba également facilement.
Le siège de la ville de Zamora, mieux défendue, enraya cependant les conquêtes du roi Sanche II de Castille - qui était aidé du fameux Rodrigue de Bivar (le Cid) - jusqu'à son mystérieux assassinat, le 7 octobre 1072. Un pacte entre Alphonse et Urraque fut, à l'époque, très largement suspecté.
Le Poème du Cid, qui aurait été écrit par un partisan du Cid, décrit ainsi l'assassin comme un noble de Zamora qui avait reçu asile dans la cité. Le Poème veille à ne porter le blâme ni sur Alphonse ni sur Urraque, de la même manière qu'il s'efforce de présenter la participation du Cid au siège de Zamora comme involontaire, forcée par le roi Sanche.
La noblesse castillane, cependant, fidèle à la mémoire de Sanche II de Castille et réticente à s'inféoder à Alphonse, maintint le siège de Zamora durant quelque temps. La fin de ce siège devenu inutile et la « culpabilité » de la ville de Zamora dans l'assassinat de Sanche II fut, selon le Poème du Cid, tranchée par un jugement par combat, qui ne fut pas conclusif.
Urraque convoqua les nobles des territoires de Sanche et, avec des réticences, Alphonse fut reconnu comme héritier du royaume de Castille et de León.
La suspicion demeura cependant et, menée par le Cid et par une douzaine d'« assistants de serment », les nobles forcèrent Alphonse à jurer publiquement de son innocence dans le meurtre de son frère Sanche. De cet incident data l'antagonisme ultérieur entre le roi Alphonse et le Cid.

### Fin de vie
Le Poème du Cid raconte que, durant ses premières années de règne, le roi Alphonse VI suivait les conseils de sa sœur Urraque en toutes choses. Il y eut même des rumeurs de relation incestueuse entre eux. Urraque maintint ses lois sur Zamora à la suite de l'accession d'Alphonse au trône de Castille, puis, au fur et à mesure des années, abandonna progressivement ses charges, se retirant finalement au monastère Saint-Pierre d'Eslonza (es) à Zamora, où elle mourut en 1101. Elle fut enterrée dans la chapelle des rois à la basilique Saint-Isidore de León.

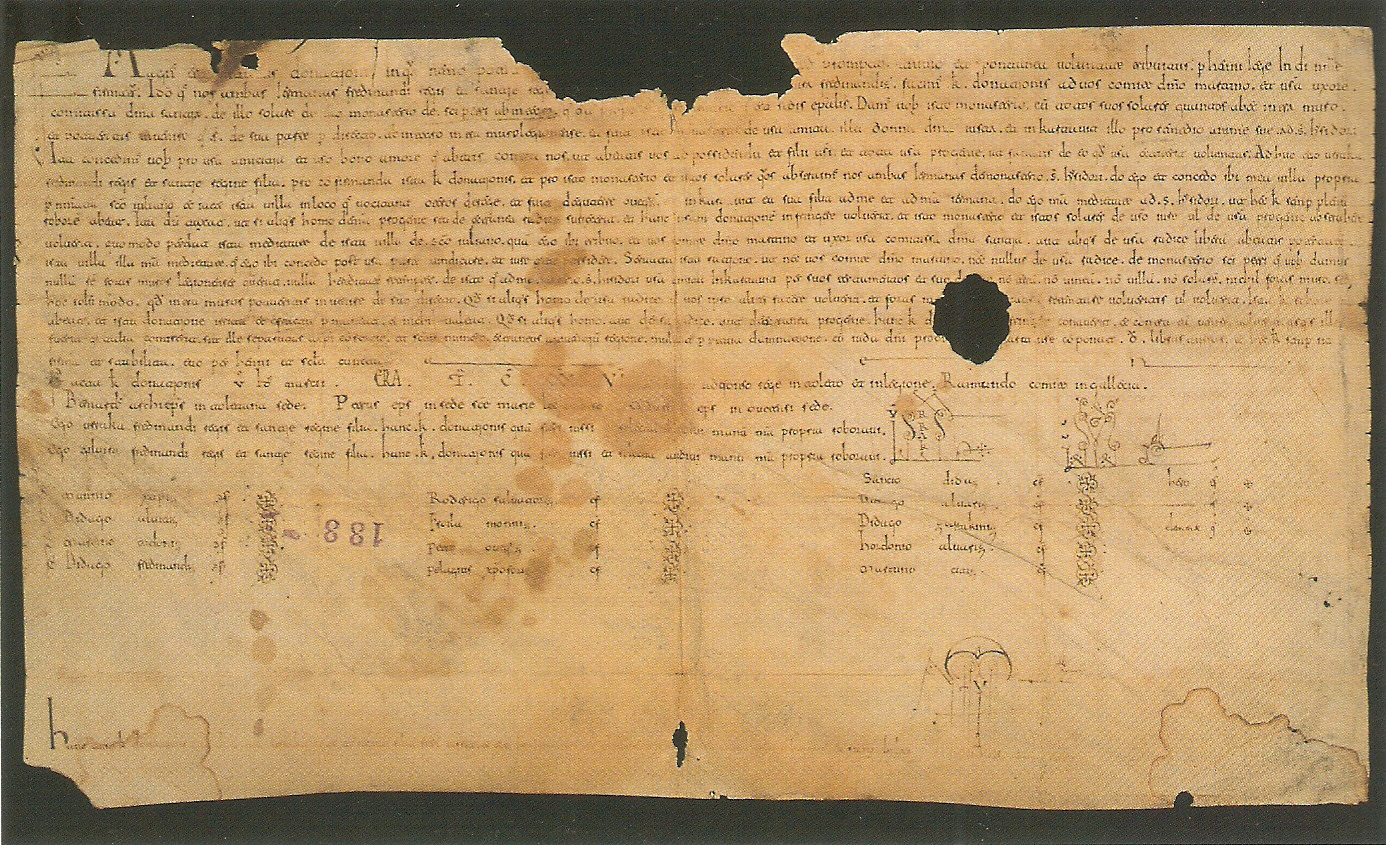
Manuscrit de la donation de l'infante Urraca à la Basilique de San Isidoro de León. 11 mars 1099.

## Fiction

### Tradition poétique
Dans la légende poétique, Urraque est une infante traitée injustement par son frère Sanche, qui regarde ce dernier et le Cid détruire ses terres depuis les remparts de son château, peu avant que Sanche ne soit assassiné. Son frère Alphonse est représenté comme son défenseur loyal et chevaleresque.

### Théâtre
Dona Urraque est un personnage secondaire de la tragicomédie Le Cid de Pierre Corneille (1637). Partagée entre l'amour qu'elle éprouve pour Rodrigue et sa dignité royale, elle cherche à faire en sorte qu'il soit marié à son amie Chimène, pour que ses sentiments interdits s'effacent.

### Cinéma
Le film hollywoodien Le Cid est largement inspiré de cette chronique et de l'épopée, ajoutant au caractère de l'infante celui d'une femme éconduite par le Cid, qui cherche à se venger de lui. Le film omet de l'histoire que Urraque et Rodrigue grandirent ensemble comme compagnons de jeux à Zamora. Urraque est représentée comme une femme plus âgée et provocante, se jouant de l'antagonisme de ses deux frères Alphonse et Sanche afin de pouvoir maintenir sa propre influence et son pouvoir sur la cité. Pour une raison quelconque, le film la place à tort comme gouvernant Calahorra — et non Zamora. C'est l'actrice Geneviève Page qui tient son rôle.
Dans le dessin animé La Légende du Cid, Urraque est dépeinte comme manipulatrice et avide de pouvoir, ayant orchestré l'assassinat de Sanche pour mettre sur le trône son cadet Alphonse, plus contrôlable, et ainsi diriger le royaume dans l'ombre à la manière d'une éminence grise. Plus tard, elle tente de convaincre Rodrigue d'assassiner Alphonse, mais ses plans échouent et elle est emprisonnée. Elle est doublée en français par Déborah Perret.

### Saint Graal

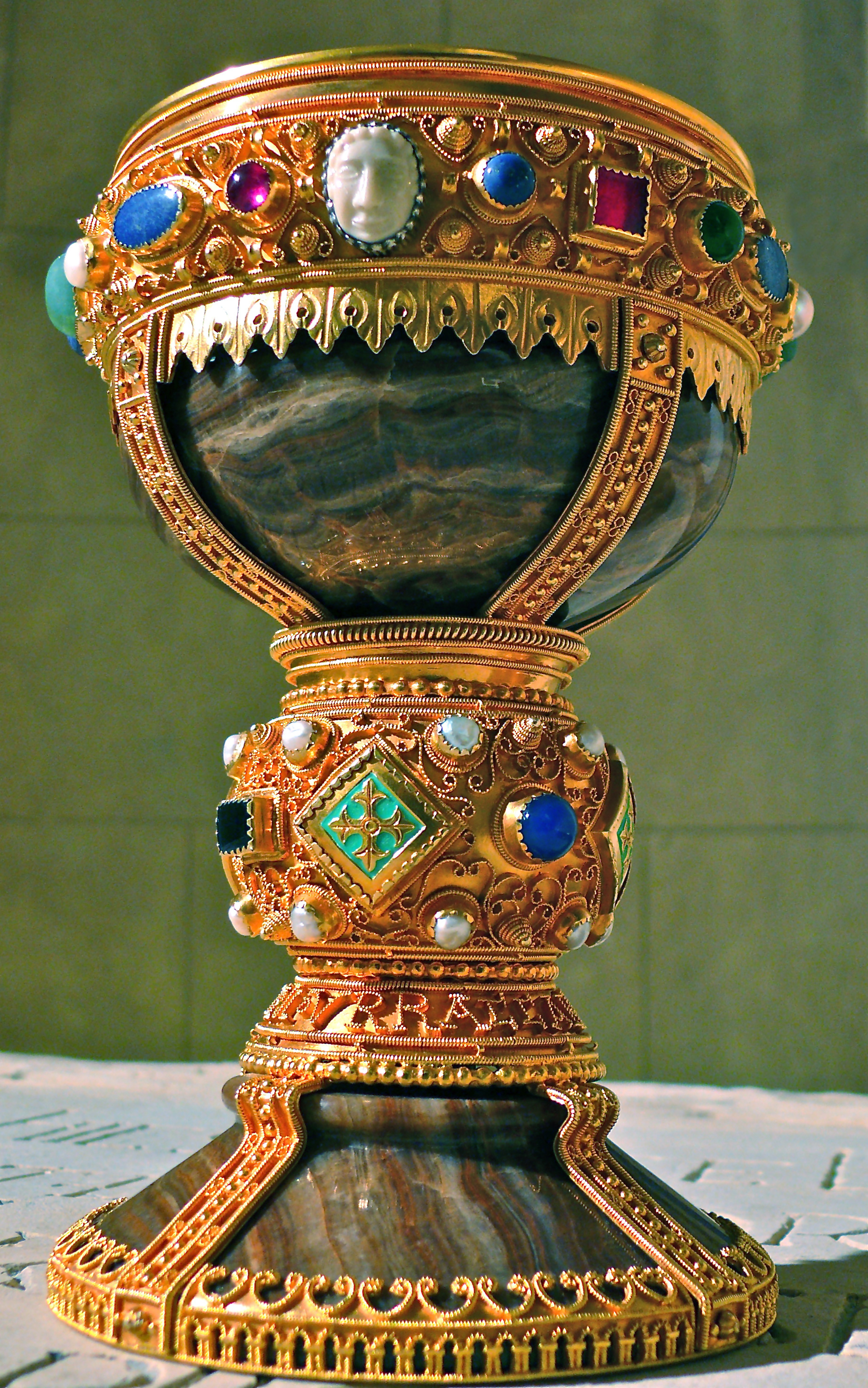
Calice de doña Urraca.

Le calice de Doña Urraca (es), pièce d'orfèvrerie ayant appartenu à cette reine, conservée à la basilique Saint-Isidore de León, a été présentée par certains auteurs comme le saint Graal.